# 안승
안승(安勝, ?~?)은 고구려의 왕족 출신 보덕국의 군주이다. 보장왕의 서자, 혹은 외손자라는 설과 연정토의 아들이라는 설이 있다. 신라 문무왕에 의해 보덕국왕으로 봉해졌으며 금마저(전라북도 익산시)를 하사받고 고구려유민들과 호남 지방에서 고구려 부흥운동을 전개해 보덕국(報德國)의 왕이 되었다. 670년 고구려의 장군 검모잠이 당나라에 반발하여 부흥운동을 시작했을 때, 고구려왕으로 추대되었다. 676년 신라의 삼국통일 이후, 683년 문무왕의 누이와 결혼하고, 신문왕의 명으로 신라의 귀족으로 편입되었다. 신라가 고구려계 유민들을 대거 통합하는데 중추적인 역할을 하였다.

## 생애

### 생애 초반
안승의 생년월일은 미상이며 출신과 성씨도 미상이다. 안승의 출신에 대해서, 《삼국사기》 고구려본기에는 보장왕의 서자(庶子)라 기록돼 있고, 신라본기에는 왕(보장왕)의 서자 또는 연정토의 아들이라 기록돼 있고, 《자치통감》에는 보장왕의 외손이라 기록돼 있다. 고구려본기 및 자치통감을 따르면 그의 성은 고씨가 되고, 신라본기를 따르면 그는 연씨로서 연개소문의 조카에 해당된다. 유년 시절 및 고구려에서의 행적 혹은 관직 경력에 대해서는 《삼국유사》 및 《삼국사기》에 나와있지 않아 미상이다.

### 고구려 부흥운동
668년, 고구려가 신라와 당나라의 연합군에게 멸망당한 뒤, 안승은 사야도(史冶島)에 머무르고 있었다.
670년 검모잠이 사야도에 있던 안승을 한성으로 맞아들여 왕으로 추대하고 고구려 부흥군을 일으켰다. 그 후 고구려 부흥군은 소형(小兄) 다식(多式)을 보내 신라에 대해 복속할 것을 약속하고 도움을 청했다. 문무왕은 그들을 금마저(金馬渚)에 머물도록 했다. 그러나 당군의 압박을 받게 되자, 이에 대처하는 방안을 둘러싸고 내분이 일어나 안승이 검모잠을 죽이고 신라에 투항했다.

### 신라 귀족으로의 편입
670년 문무왕은 신라에 투항한 안승을 고구려왕으로 봉했다가, 674년(문무왕 14년) 안승의 집단을 금마저(전라북도 익산시) 일대에 안치시키고, 안승을 보덕왕(報德王)에 봉했다. 670년에 고구려 왕으로 봉했다가, 다시 보덕왕(報德王)으로 봉한 것이다.
679년 신라군의 선봉에서 나당전쟁에 참전하여 당군을 격퇴하였다. 680년 (문무왕 20년) 3월 금·은으로 만든 그릇과 여러 가지 채색 비단 100단을 보덕왕에게 내리고 문무왕의 조카딸을 아내로 삼게 하였다.
683년(신문왕 3년) 10월 신문왕으로부터 소판(蘇判)의 관직을 받고 김씨(金氏) 성을 사성(賜姓)받은 뒤 집, 토지를 하사받아 보덕국과 격리된 채 신라 중앙 귀족이 되었다.
683년 안승이 신라 귀족으로 편입된 데에 불만을 품은 대문(大文) 등의 무리가 금마저에서 반란을 일으켰으나, 신라 관군에 진압되었다. 대문의 반란을 진압한 신라는 금마저에 금마군(郡)을 설치했다. 이후의 안승의 자세한 삶은 전해지지 않는다. 사망년도와 묘지 또한 미상이다.

## 평가
안승에 대한 후대 평가는 사료 부족으로 정확하게 알 수는 없지만, 그가 수많은 고구려 유민들을 신라 땅에 정착시킴으로써 신라가 고구려 문화와 의식을 흡수하는데 중추적인 역할을 하였다. 안승이 신라의 삼국통일을 도와 큰 공을 세움으로써 고구려 유민들이 신라에 편입되었을 때, 공신급인 6두품의 지위로 확정하게 하여 사실상 신라의 진골, 6두품 세력과 대등한 입장에 서게 한 인물로 평가된다.
이 부분은 몰락한 가야계 진골 출신인 김무력과 김유신의 성장 과정과 비슷하다고 할 수 있다. 이는 5두품으로 격하된 백제계와는 상반된 것으로, 이는 통일신라 200년간 한번도 신라 내에서 고구려계의 지위가 6두품 아래로 격하되지 않은 것만으로도 알 수 있다. 이는 안승이 현실적인 외교 감각을 가지고 있었음을 알 수 있다. 이러한 배경으로 형성된 고구려계 신라 귀족은 황해도(패서)및 개성 지역의 고구려계 유민들과 함께 훗날 왕건이 고구려를 계승하는 고려를 세우는 데 밑거름이 되었다.

## 가계
- 부인 : 공주(公主) 경주 김씨(慶州 金氏) - 문무왕의 조카딸
  - 아들 : 김원량(金元良)
- 장인 : 태종무열왕, 본부인의 친정아버지
- 장모 : 미상
  - 처남 : 문무왕
  - 처남 : 김인문
  - 처남 : 김문왕

### 보장왕의 아들(서자) 설
보장왕의 서자 설을 따르면 고인승, 고복남, 고덕무, 고약광 등은 그의 형제가 된다.
- 부왕 : 보장왕
- 모후 : 연씨 - 연정토의 딸
  - 동복 형제 : 고인승
  - 이복 형 : 고복남
  - 이복 형제 : 고약광
  - 이복 형제 : 고덕무

### 연정토의 아들 설
- 아버지 : 연정토
- 어머니 : 횡성 고씨 - 보장왕의 딸

### 기타 친족
- 조카(아들이라는 설도 있음.) : 대문(大文)

## 대중 문화속에 나타나는 안승
- 《대조영》(KBS, 2006년~2007년, 배우: 강지후)
- 《한국사기》(KBS, 2017년~2017년, 배우:정철

## 같이 보기
- 보장왕
- 검모잠
- 연개소문
- 연정토
- 연남생
- 연남건
- 횡성 고씨
- 고인승
- 대문 (보덕국)
- 실복
- 신라
  - 문무왕 (661년~681년)
- 당
  - 고종 (649년~683년)

## 주해
1. ↑  지금의 덕적도 부근에 있는 소야도(蘇爺島)를 말한다[6]
2. ↑  지금의 전북 익산시